# Pekel (Trebnje)
Pekel is een plaats in Slovenië en maakt deel uit van de gemeente Trebnje in de NUTS-3-regio Jugovzhodna Slovenija. De plaats telde 68 inwoners op 1 januari 2020.